# Municipio de White Rock (condado de Lane)
El municipio de White Rock (en inglés: White Rock Township) es un municipio ubicado en el condado de Lane en el estado estadounidense de Kansas. En el año 2010 tenía una población de 18 habitantes y una densidad poblacional de 0,09 personas por km².

## Geografía
El municipio de White Rock se encuentra ubicado en las coordenadas 38°37′46″N 100°18′49″O / 38.62944, -100.31361. Según la Oficina del Censo de los Estados Unidos, el municipio tiene una superficie total de 207.53 km², de la cual 207,49 km² corresponden a tierra firme y (0,02 %) 0,03 km² es agua.

## Demografía
Según el censo de 2010, había 18 personas residiendo en el municipio de White Rock. La densidad de población era de 0,09 hab./km². De los 18 habitantes, el municipio de White Rock estaba compuesto por el 100 % blancos. Del total de la población el 0 % eran hispanos o latinos de cualquier raza.